# Challenger de Newport Beach 2018
El Oracle Challenger Series Newport Beach 2018 fue un torneo de tenis profesional jugado en canchas duras. Se trata de la primera edición del torneo, que es parte de la 	ATP Challenger Tour 2018 para los hombres y WTA 125s de 2018 para las mujeres. Se llevó a cabo en Newport Beach, Estados Unidos, entre el 22 de enero al 28 de enero de 2018.

## Jugadores participantes del cuadro de individuales
| Favorito | País                      | Jugador          | Rank1 | Posición en el torneo |
| -------- | ------------------------- | ---------------- | ----- | --------------------- |
| 1        | Bandera de Japón          | Kei Nishikori    | 24    | Primera ronda         |
| 2        | Bandera de Estados Unidos | Frances Tiafoe   | 81    | Primera ronda         |
| 3        | Bandera de Estados Unidos | Taylor Fritz     | 91    | CAMPEÓN               |
| 4        | Bandera de Estados Unidos | Bjorn Fratangelo | 104   | Segunda ronda, retiro |
| 5        | Bandera del Reino Unido   | Cameron Norrie   | 111   | Primera ronda         |
| 6        | Bandera de Kazajistán     | Alexander Bublik | 112   | Segunda ronda         |
| 7        | Bandera de Estados Unidos | Ernesto Escobedo | 114   | Primera ronda         |
| 8        | Bandera de Alemania       | Yannick Hanfmann | 115   | Primera ronda         |

- 1 Se ha tomado en cuenta el ranking del 15 de enero de 2018.

### Otros participantes
Los siguientes jugadores recibieron una invitación (wild card), por lo tanto ingresan directamente al cuadro principal (WC):
- Thai-Son Kwiatkowski
- Reilly Opelka
- Tommy Paul
- Kei Nishikori

Los siguientes jugadores ingresan al cuadro principal tras disputar el cuadro clasificatorio (Q):
- Tom Fawcett
- Christian Garín
- Dennis Novikov
- Guillermo Olaso

### Individua femenino
| Tenista              | Ranking | Preclasificada |
| Christina McHale     | 73      | 1              |
| Alison Riske         | 84      | 2              |
| Taylor Townsend      | 89      | 3              |
| Francesca Schiavone  | 93      | 4              |
| Sofia Kenin          | 102     | 5              |
| Sachia Vickery       | 106     | 6              |
| Ajla Tomljanović     | 107     | 7              |
| Mariana Duque Mariño | 109     | 8              |

- Ranking del 15 de enero de 2018

### Dobles femenino
| Tenista                             | Ranking | Preclasificada |
| Mariana Duque Mariño María Irigoyen | 183     | 1              |
| Desirae Krawczyk Giuliana Olmos     | 242     | 2              |
| Kayla Day Taylor Townsend           | 247     | 3              |
| Taylor Townsend Yanina Wickmayer    | 286     | 4              |

## Campeonas

### Individual Masculino
- Taylor Fritz derrotó en la final a  Bradley Klahn, 3-6, 7-5, 6-0

### Dobles Masculino
- James Cerretani /  Leander Paes derrotaron en la final a  Treat Huey /  Denis Kudla, 6-4, 7-5

### Individuales femeninos
Danielle Collins venció a  Sofya Zhuk por 2-6, 6-4, 6-3

### Dobles femenino
Misaki Doi /  Jil Teichmann vencieron a  Jamie Loeb /  Rebecca Peterson por 7-6(4), 1-6, [10-8]